# ثان العامرية (حي)
حي ثان العامرية هو أحد أحياء مدينة الإسكندرية في مصر، أنشأ بقرار رئيس مجلس الوزراء رقم 312 لسنة 2015، بلغ عدد سكانه في 1 يوليو 2017 حوالي 278968 نسمة مُقسمين إلى 146325 من الذكور، و132643 من الإناث، وينقسم إداريًا إلى قسم واحد يضم ستة شياخات هو قسم ثان العامرية، يحده من الشمال حي العجمي وحي أول العامرية، ومن الشرق محافظة البحيرة وحي أول العامرية، ومن الغرب برج العرب الجديدة ومركز برج العرب، ومن الجنوب مركز برج العرب ومحافظة البحيرة، ومن أهم المناطق السكنية بالحي الكافوري، وكينج مريوط.

## التقسيم الإداري
ينقسم حي ثان العامرية إداريًا إلى قسم واحد يضم ستة شياخات كالتالي:

### قسم ثان العامرية
- شياخة مريوط
- شياخة الهوارية.
- شياخة نجع العمدة خليل.
- شياخة نجع العمدة هنداوي.
- شياخة الوادي.
- شياخة فلسطين.

## أهم المعالم
- ملعب برج العرب.
- مطار الإسكندرية الدولي
- منطقة أبو مينا الأثرية.
- المنطقة الحرة العامة بالإسكندرية.
- منطقة الناصرية الصناعية.[6]

## معرض الصور

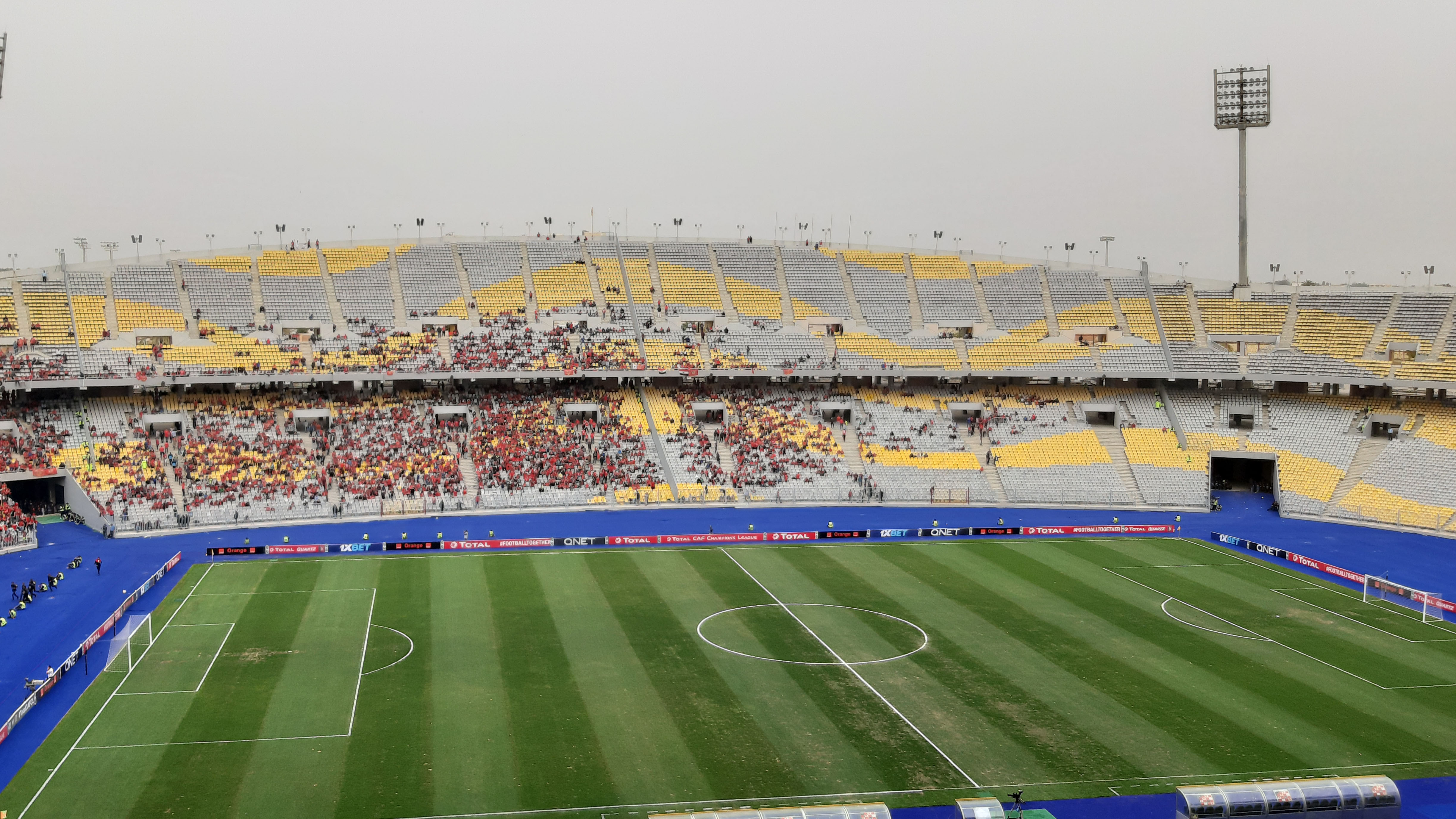
ملعب برج العرب
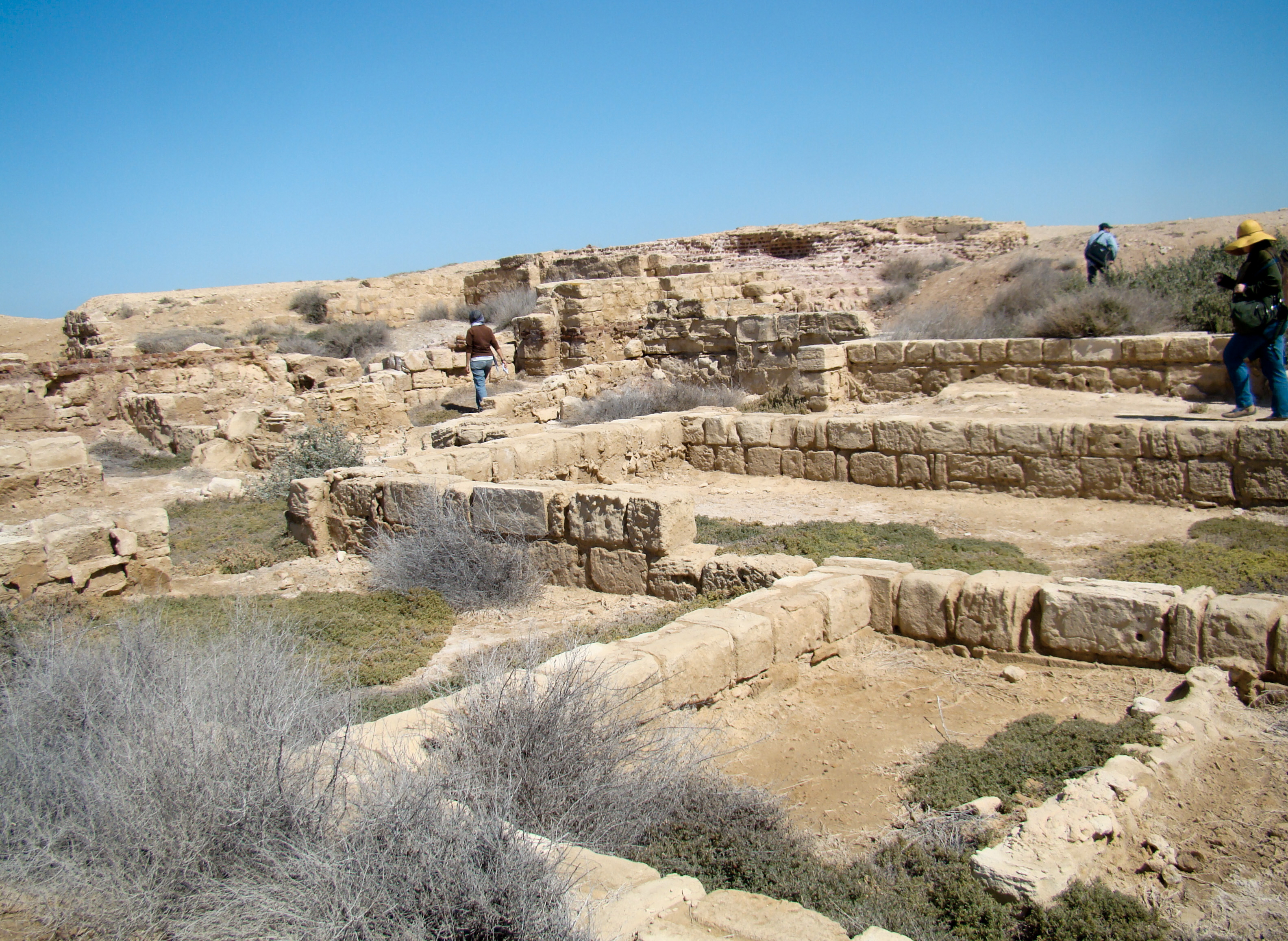
أبو مينا
مطار الإسكندرية الدولي
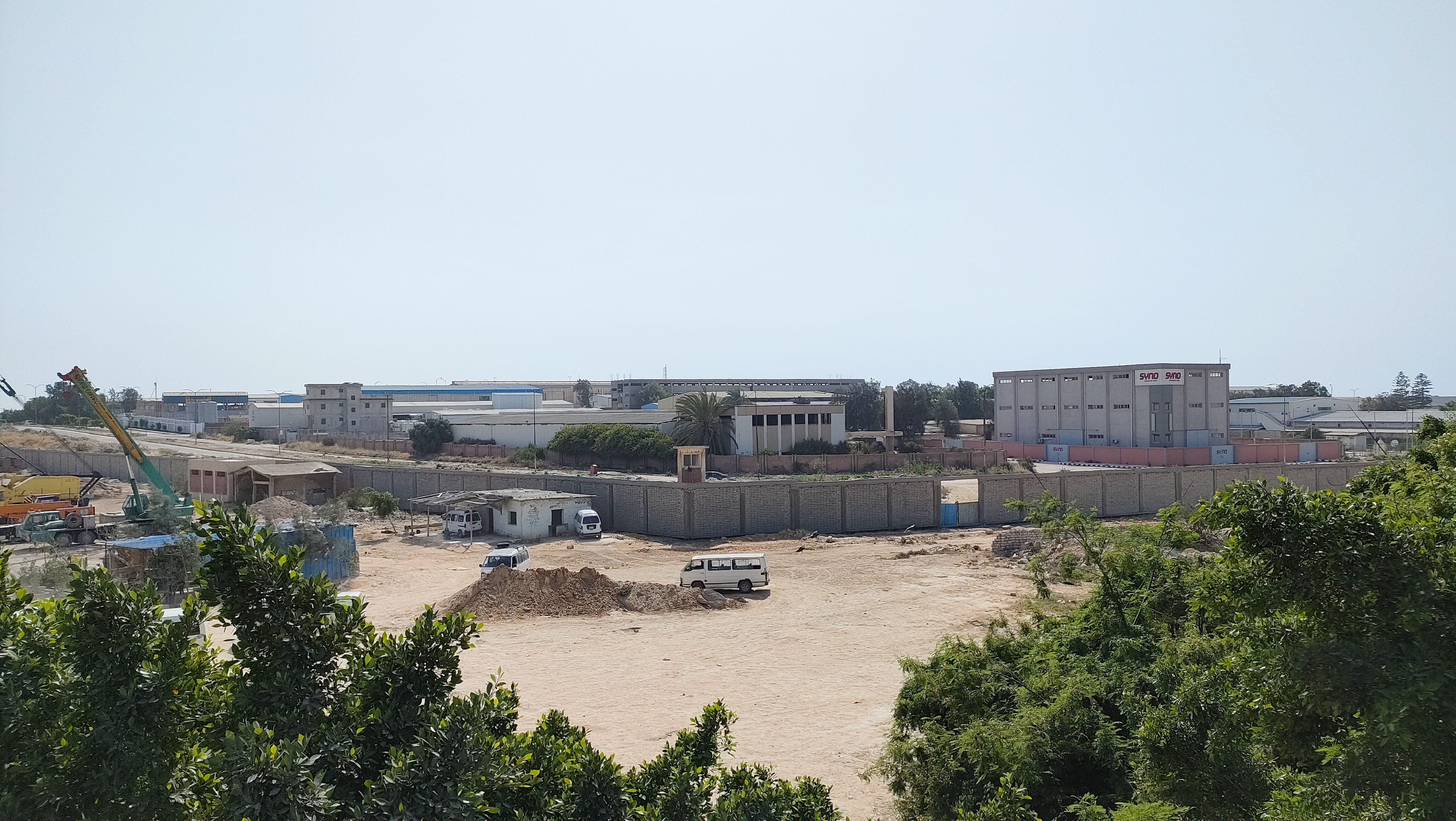
المنطقة الحرة

## وصلات خارجية
- الصفحة الرسمية لحي ثان العامرية على موقع فيس بوك